# Minervino di Lecce
Minervino di Lecce è un comune italiano di 3 409 abitanti della provincia di Lecce in Puglia.  Situato nel Salento orientale, nell'entroterra idruntino, comprende anche la frazione di Cocumola e il borgo di Specchia Gallone. Fa parte dell'associazione Borghi Autentici d'Italia.

## Geografia fisica

### Territorio
Il territorio di Minervino di Lecce, che occupa una superficie di 17,89 km², si estende in gran parte sul bassopiano delle Serre di Poggiardo e di Giuggianello e risulta compreso tra gli 82 e i 127 metri sul livello del mare. Dista circa 40 km da Lecce.
Confina a nord con i comuni di Giurdignano e Giuggianello, a est con il comune di Uggiano la Chiesa, a sud con il comune di Santa Cesarea Terme, a ovest con il comune di Poggiardo. Sul suo territorio si trovano anche due frazioni, Specchia Gallone e Cocumola.
- Classificazione sismica: zona 4 (sismicità molto bassa), Ordinanza PCM n. 3274 del 20/03/2003

### Clima
Dal punto di vista meteorologico Minervino di Lecce rientra nel territorio del Salento meridionale che presenta un clima prettamente mediterraneo, con inverni miti ed estati caldo umide. In base alle medie di riferimento, la temperatura media del mese più freddo, gennaio, si attesta attorno ai +16,4 °C, mentre quella del mese più caldo, agosto, si aggira sui +25,9 °C. Le precipitazioni medie annue, che si aggirano intorno ai 676 mm, presentano un minimo in primavera-estate ed un picco in autunno-inverno.

Facendo riferimento alla ventosità, i comuni del basso Salento risentono debolmente delle correnti occidentali grazie alla protezione determinata dalle serre salentine che creano un sistema a scudo. Al contrario le correnti autunnali e invernali da Sud-Est, favoriscono in parte l'incremento delle precipitazioni, in questo periodo, rispetto al resto della penisola.
| Minervino di Lecce         | Mesi | Mesi | Mesi | Mesi | Mesi | Mesi | Mesi | Mesi | Mesi | Mesi | Mesi | Mesi | Stagioni | Stagioni | Stagioni | Stagioni | Anno |
| Minervino di Lecce         | Gen  | Feb  | Mar  | Apr  | Mag  | Giu  | Lug  | Ago  | Set  | Ott  | Nov  | Dic  | Inv      | Pri      | Est      | Aut      | Anno |
| -------------------------- | ---- | ---- | ---- | ---- | ---- | ---- | ---- | ---- | ---- | ---- | ---- | ---- | -------- | -------- | -------- | -------- | ---- |
| T. max. media (°C)         | 18,7 | 19,8 | 22,6 | 23,1 | 25,1 | 26,9 | 29,8 | 33,8 | 28,0 | 24,5 | 19,9 | 18,9 | 19,1     | 23,6     | 30,2     | 24,1     | 24,3 |
| T. min. media (°C)         | 14,1 | 14,0 | 14,7 | 14,9 | 14,9 | 15,8 | 17,9 | 18,0 | 17,8 | 16,8 | 14,8 | 14,6 | 14,2     | 14,8     | 17,2     | 16,5     | 15,7 |
| Precipitazioni (mm)        | 80   | 60   | 70   | 40   | 29   | 21   | 14   | 21   | 53   | 96   | 109  | 83   | 223      | 139      | 56       | 258      | 676  |
| Umidità relativa media (%) | 79,0 | 78,9 | 78,6 | 77,8 | 75,7 | 71,1 | 68,4 | 70,2 | 75,4 | 79,3 | 80,8 | 80,4 | 79,4     | 77,4     | 69,9     | 78,5     | 76,3 |

- Classificazione climatica: zona C, 1199 GG

## Origini del nome
Il toponimo potrebbe derivare dalla presenza in loco di un tempio consacrato alla dea Minerva. Si può presupporre anche che il nome derivi dall'antica Castrum Minervae, i cui abitanti, dopo la distruzione della città, si rifugiarono nell'entroterra fondando l'attuale abitato.

## Storia
Svariate sono le ipotesi circa la nascita di Minervino. Potrebbe essere stato fondato dagli Japigi nel luogo in cui avevano eretto un tempio dedicato a Minerva, la cui dea è riportata nello stemma del paese. Inoltre, la presenza di monumenti megalitici, quali dolmen e menhir, anticipano all'età del Bronzo la frequentazione umana della zona.
Si può anche presupporre che Minervino sarebbe stata fondata nel IX secolo a memoria dell'antica Castro, un tempo chiamata Castrum Minervae, distrutta dai pirati Saraceni in una delle loro scorribande sulle coste salentine intorno al 1266; la città sarebbe quindi stata costruita nell'entroterra, dove la popolazione scampata si sarebbe rifugiata. È da credere, in base a quanto scrive il Lama, che tutti i casali e i villaggi posti sia nell'interno che all'esterno della fascia costiera dell'Adriatico siano stati distrutti e rasi al suolo diverse volte, non solo nel suddetto periodo dell'invasione dei Saraceni tra l'VIII e il IX secolo, ma anche durante le dolorose vicende dell'invasione turca (1480-1481).
L'ipotesi più accreditata sarebbe quella che Minervino sia di origine romana; il rinvenimento di una strada la cui pavimentazione è molto simile a quella della Via Appia, che da Roma si estendeva fino a Brindisi, è senza dubbio l'espressione della permanenza di un nucleo romano nel paese.
In epoca normanna, il casale fu concesso nel 1269 al signor Ruggero Sambiasi, di una famiglia forse originata dalla potente Casata dei Sanseverino. Dal re Filippo fu successivamente donato a Ugone Billotta, dopo averlo sottratto a Giordano de Paleano. Nel periodo angioino parte del casale appartenne a Ruggero Maramonte. Quindi fu la volta dei Prato e di Nicolantonio de Frisis (1378), proveniente da una nobile famiglia leccese già testimoniata all'epoca di re Manfredi. Ritornato ai Maramonte, venne venduto ai Gargano nel 1584. Nei primi decenni del XVI secolo Minervino contava 95 famiglie corrispondenti a circa 475 abitanti. Fu feudo dei Filomarini, duchi di Cutrofiano, e dal 1619 dei Venturi, ai quali venne successivamente riconosciuto il titolo ducale.
Nei tempi passati oltre ai Venturi vi furono moltissime famiglie gentilizie, le più note furono i Morì della Gatta, gli Scarciglia e gli Urso dei quali si conservano le rispettive dimore gentilizie.
Fino al 1650 l'attuale Minervino era diviso in 16 borghi: Borgo Minervino, Borgo Murtole, Borgo Giudecca ed altri. Ogni borgo contava dalle 50 alle 100 persone. D'altronde, questi borghi altro non erano che delle masserie. Il Borgo più importante dei sedici era quello detto Borgo Minervino, una masseria che andava da piazza San Pietro alla Chiesa Madre e contava 150 abitanti.

### Simboli
Lo stemma e il gonfalone sono stati concessi con decreto del presidente della Repubblica del 23 giugno 1998.
Stemma
Gonfalone

## Monumenti e luoghi d'interesse

### Architetture civili

#### Palazzo Venturi

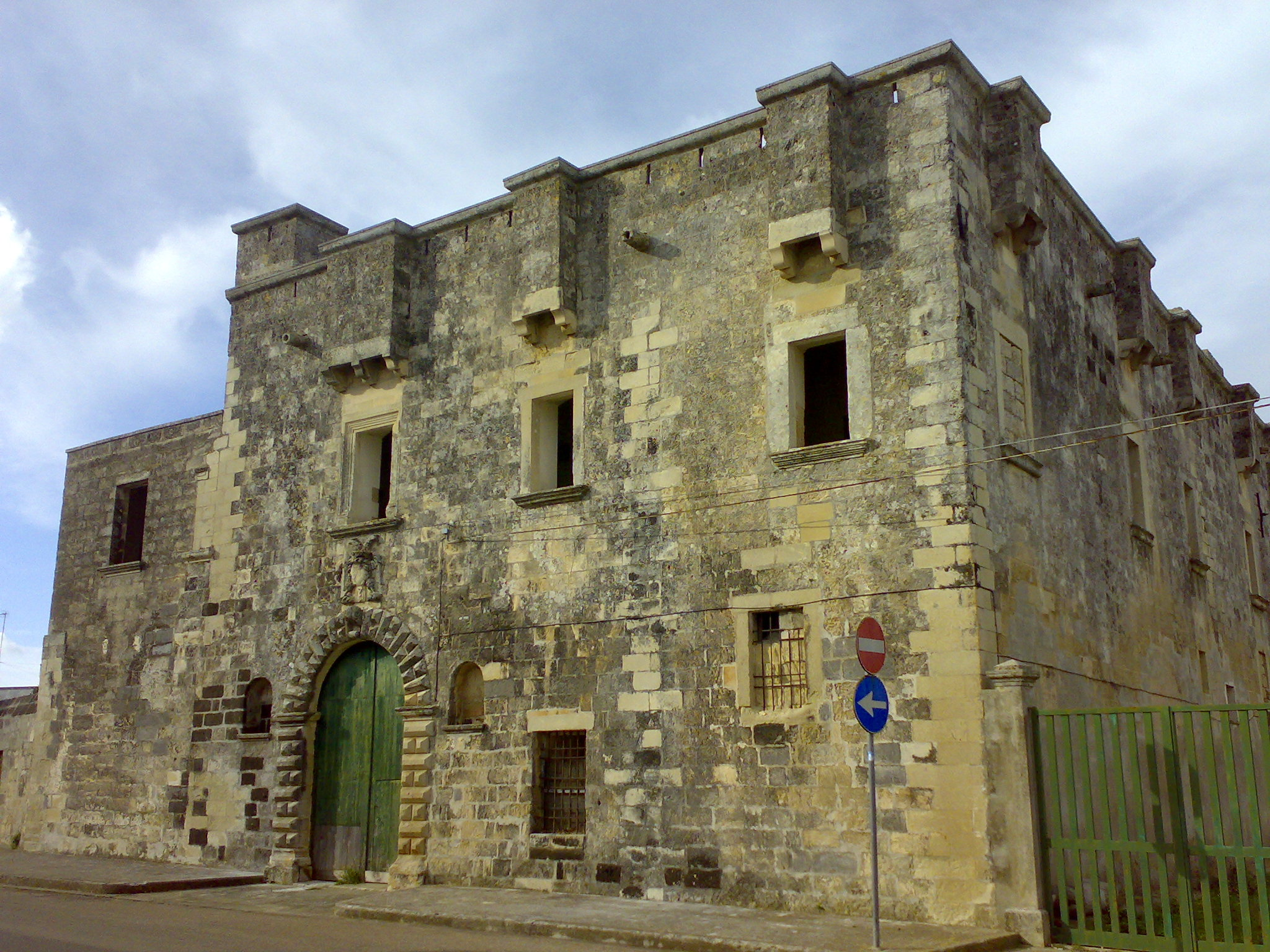
Palazzo Venturi

Palazzo Venturi è una severa struttura cinquecentesca che può essere considerata una vera e propria fortezza. Si distribuisce su due piani e in corrispondenza delle finestre e del portale d'ingresso sono posizionate alcune piombatoie che servivano a difendere l'edificio dagli attacchi stranieri. Di particolare valore artistico è il portale bugnato sul quale troneggia lo stemma dei Venturi.

#### Palazzo Scarciglia
Palazzo Scarciglia è un'elegante dimora settecentesca costruita dall'omonima famiglia. La facciata principale, realizzata in carparo locale, presenta tre portali barocchi ad arco a tutto sesto. Sul portale centrale è collocato lo scudo araldico della famiglia costituito da una torre con un'aquila. L'edificio, distribuito intorno ad un ampio atrio decorato con motivi floreali e da balaustre in pietra, ospita al piano terra i magazzini e le stalle, mentre al secondo piano sono situate le stanze nobili.

#### Palazzo Baronale Gallone
In frazione Specchia Gallone, oggi chiamato anche Palazzo Basalù, fu fatto costruire nel XVI secolo, da Gian Battista Gallone, divenne poi proprietà della famiglia Sangiovanni ed infine dei Basalù.

### Siti archeologici
Al territorio di Minervino appartengono alcuni monumenti megalitici della provincia di Lecce.

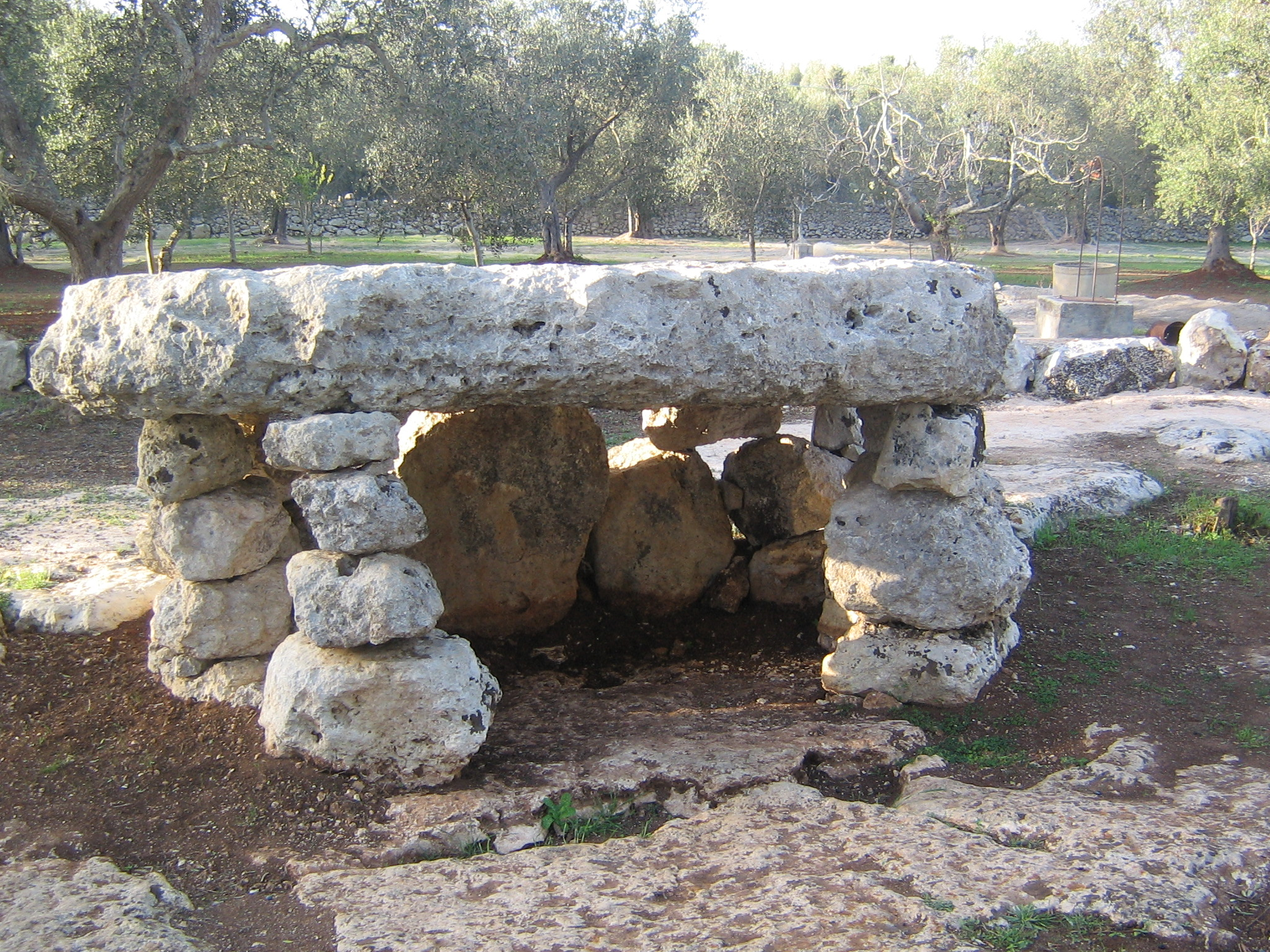
Dolmen Li Scusi
È il primo dolmen rinvenuto e catalogato in Puglia: la scoperta ad opera di Maggiulli risale al 1879. Il dolmen si eleva di 1 metro circa dal livello del terreno e presenta una lastra di copertura (250 x 380 cm) con spessore variabile tra i 35 e i 45 cm. Tale lastra è sorretta da 8 piedritti di cui uno monolitico ed uno costituito da un affioramento roccioso. Due degli ortostati a pietre sovrapposte sul lato W sono collegati da una lastrina trasversale che funziona da zeppa di supporto della lastra; sul lato N il piedritto non ha punti di contatto con la lastra superiore.
Il lastrone di copertura è inclinato di circa 9° da SE a NW e presenta un foro passante al centro, riscontrabile anche in altri dolmen del Salento, nel quale i raggi del sole vi penetrano interamente solo il giorno del solstizio d'estate. L'apertura del megalite è orientata a SE.
Per le grandi dimensioni può essere considerato il più grande dolmen della Puglia dopo quello di Bisceglie. L'intera area dolmenica è stata recentemente recuperata con la realizzazione del Parco culturale del Dolmen Li Scusi.

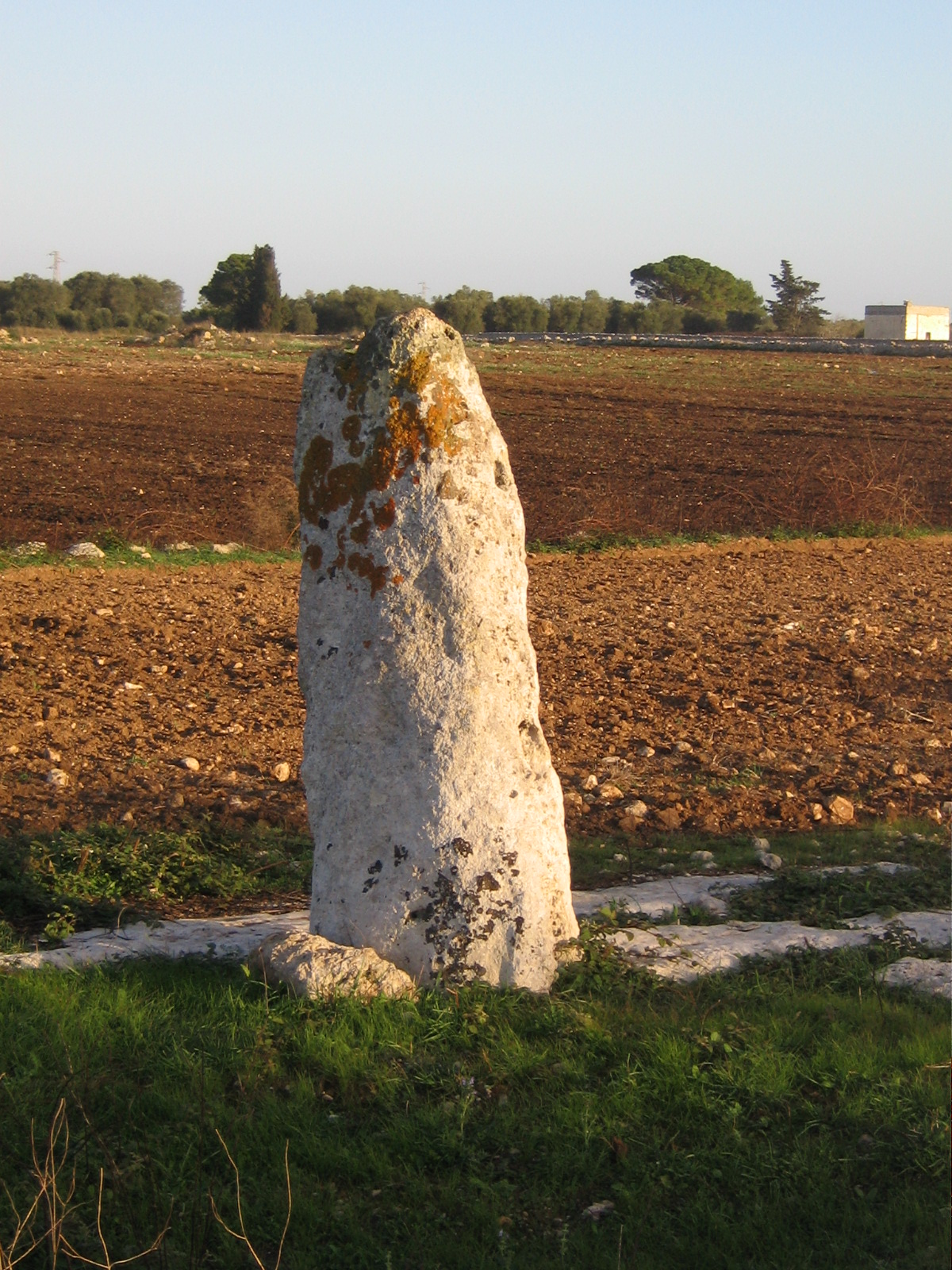
Menhir Monticelli
Il menhir Monticelli (70 x 40) è tozzo e fortemente irregolare, il Palumbo ipotizzava si trattasse solo di un moncone del menhir originale. È rastremato e presenta una notevole sbozzatura in sommità. Inclinato verso E si eleva di 1,80 m dal livello del suolo. Prende il nome dal fondo su cui si trova.
A poche centinaia di metri è presente il menhir San Giovanni Malcantone ricadente nel territorio del comune di Uggiano la Chiesa.

### Architetture religiose

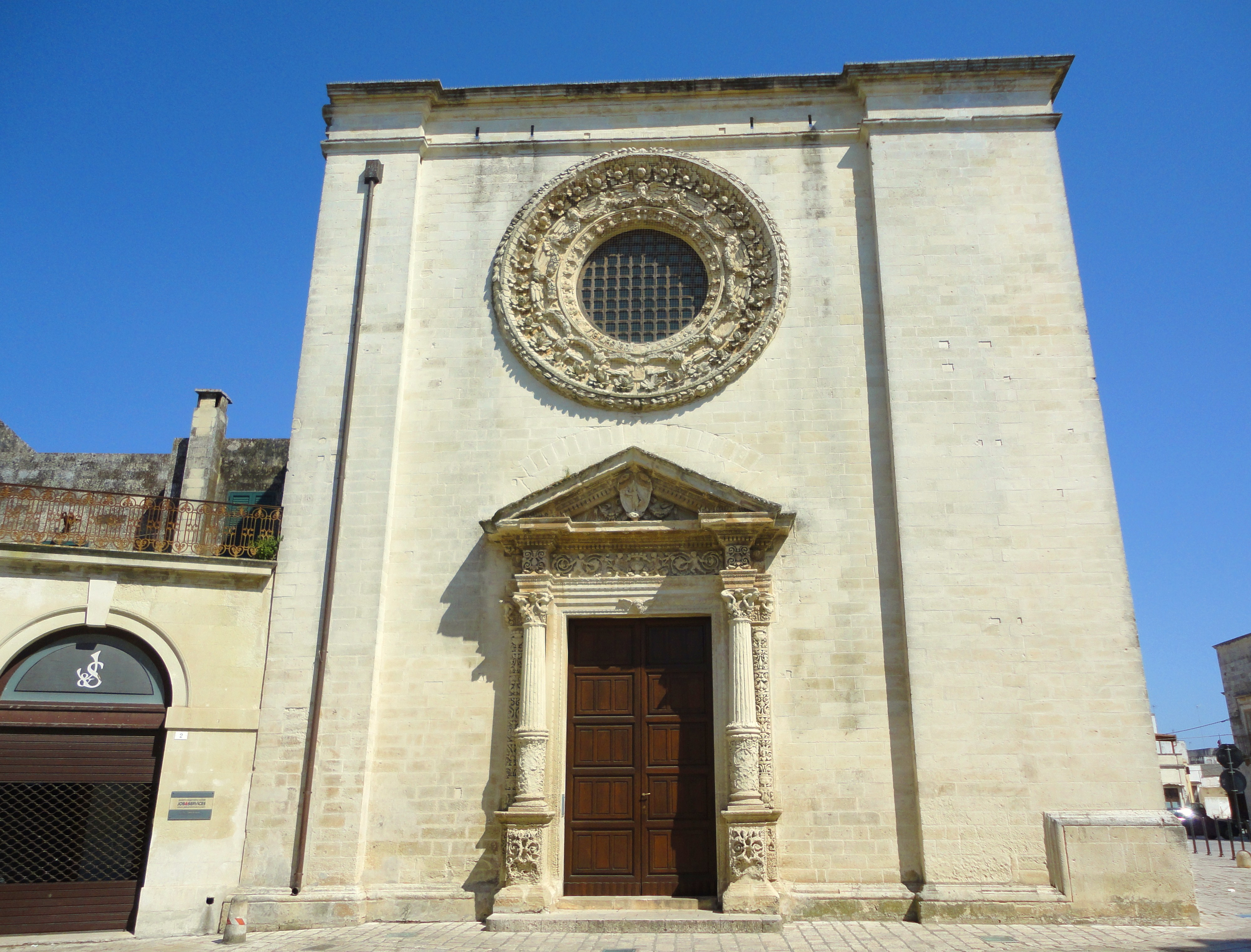
Chiesa madre

#### Chiesa madre di San Michele Arcangelo
La chiesa madre di san Michele Arcangelo fu riedificata intorno alla metà del XVI secolo sulle fondamenta di una precedente di cui si ha notizie a partire dal 1486 in occasione della visita del vescovo Serafino da Squilacce. I probabili ideatori ed edificatori dell'edificio furono l'architetto Gabriele Riccardi di Lecce, e il suo allievo, lo scultore Giovanni Maria Tarantino di Nardò. Fu portata a compimento nel 1573 e assorbì un'antica cappella dedicata a san Rocco. La facciata, inquadrata da due poderose paraste laterali, si caratterizza per l'ampio rosone barocco che richiama quello della Basilica di Santa Croce di Lecce. 
L'interno, a croce latina e a navata unica, possiede una copertura a volta a spigolo abbellita da cordoni scolpiti che ne congiungono le chiavi. Gli unici altari presenti sono nel transetto e sono dedicati al Santissimo Sacramento e a san Rocco. Pregevole è l'abside in pietra leccese scolpito dallo scultore Gabriele Riccardi. Risulta diviso in due ordini: il primo è costituito da una serie di nicchie incassate tra colonne corinzie aventi la parte inferiore coperta di intagli, coronate da trabeazione con fregio; il secondo piano invece è a specchi rettangolari e quadrati chiusi fra lesene dalla decorazione a spirale e sormontate da una seconda trabeazione. Da questa, in corrispondenza delle colonne e delle lesene sottostanti, spiccano il volo i sei costoloni del catino concorrenti nella chiave dell'arco, su cui è presente la scritta: Parata sedes tua Deus quam decet sanctitudo in longitudinem dierum 1573. L'interno fu rimaneggiato con i lavori di restauro tenutisi dopo il 1975 che ne comportarono l'eliminazione dell'altare maggiore, dell'organo e delle decorazioni barocche in stucco.

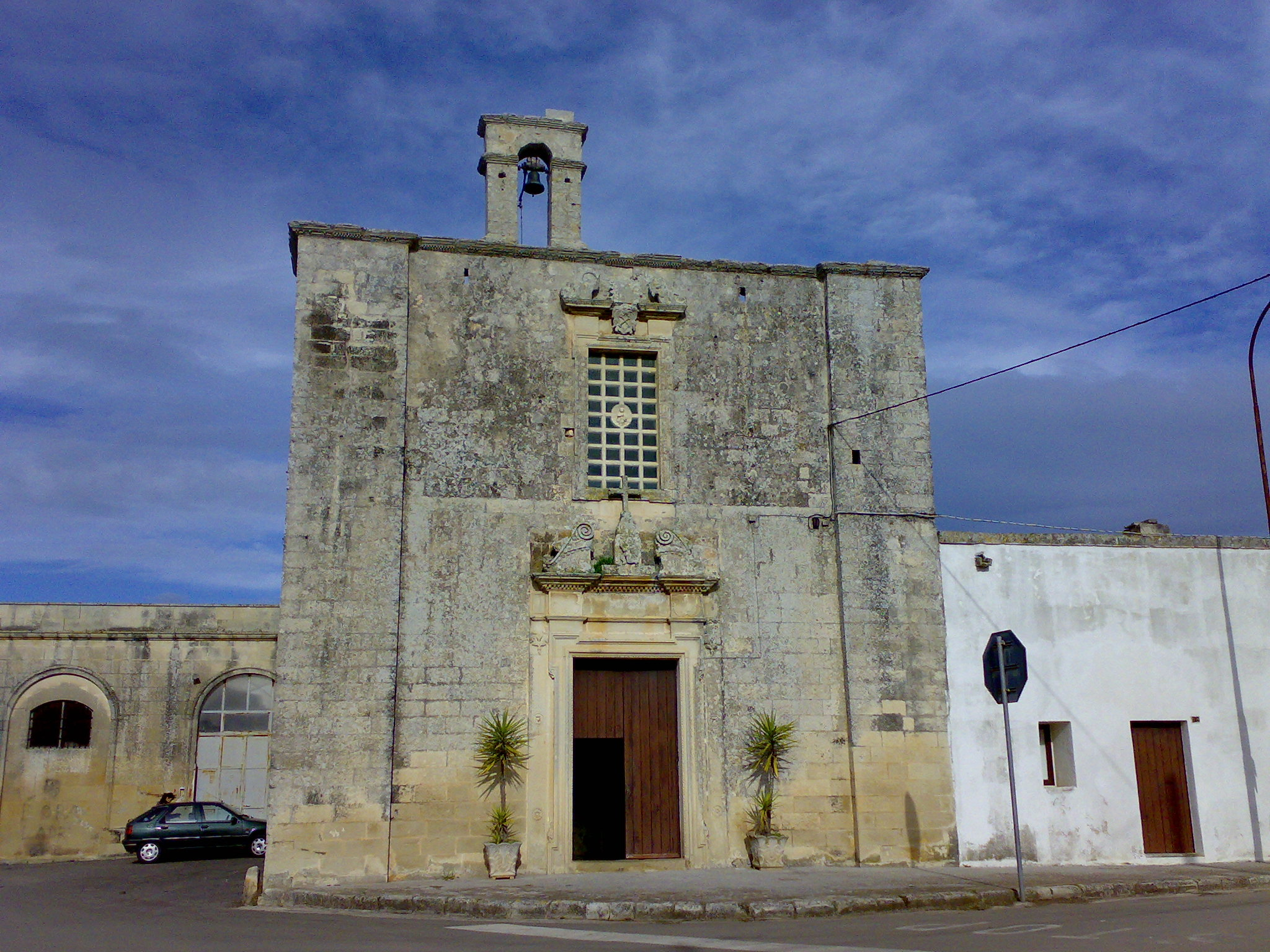
Chiesa Madonna delle Grazie

#### Chiesa della Madonna delle Grazie
La chiesa della Madonna delle Grazie risale al XVII secolo e si caratterizza per il piano molto più basso di quello stradale e vi si scende con dodici scalini. Presenta un semplice prospetto con portale e finestrone centrali leggermente decorati. L'interno, a navata unica ricoperta da una particolare volta in carparo, è scandito da lesene con capitelli corinzi e da arcate terminanti sulla parete di fondo che ospita un pregevole altare barocco datato 1680. L'altare, finemente intagliato nella locale pietra leccese, accoglie una seicentesca tela della Titolare. Una teca in legno custodisce la statua in cartapesta della Madonna delle Grazie.

#### Chiesa della Madonna Immacolata
Intitolata alla Madonna Immacolata, è anche detta di Santa Lucia. La data di fondazione non è nota, ma dall'epigrafe riportata sull'architrave posta sul portale, si può affermare che l'edificio attuale è stato ricostruito tra fine XVII e inizi XVIII secolo grazie alle offerte del popolo minervinese e completato nel 1717. L'interno si presenta ad unica navata rettangolare, con volta a crociera. Lungo le pareti laterali sono presenti dei tondi con pitturazioni a tempera raffiguranti la vita di Gesù e Maria. Sulla parete sinistra si trova la statua lapidea di san Michele Arcangelo, mentre su quella destra la statua di santa Lucia. Nella zona presbiteriale è presente un altare barocco del XVIII secolo intitolato all'Immacolata Concezione; l'altare ha un paliotto decorato con al centro l'originalissima fuga in barca in Egitto della Sacra Famiglia, racchiuso in un tondo e sorretto da due putti; l'alzato, decorato con fiori e foglie di acanto, ospita al centro una tela raffigurante la Vergine Immacolata di fine XIX secolo; su basamenti laterali sono collocate le statue: a sinistra Santa Irene e San Giuseppe con Bambino e a destra Santa Barbara e Sant'Anna. L'altare termina con una cimasa, nel cui centro, tra due angeli annunciatori, vi è un ovale con iscritto TOTA PULCHRA ES MARIA (cioè: Tutta bella sei, Maria).

#### Cappella della Madonna Addolorata
La Cappella della Madonna Addolorata è un esempio di architettura barocca salentina del Settecento. Il piccolo prospetto è ingentilito da fregi plastici che interessano prevalentemente il finestrone, il portale e il timpano. L'interno, a navata unica rettangolare, ospita un altare maggiore ed è impreziosito da stucchi e riquadri che un tempo accoglievano tele attribuite al pittore leccese Oronzo Tiso, ora trafugate. 

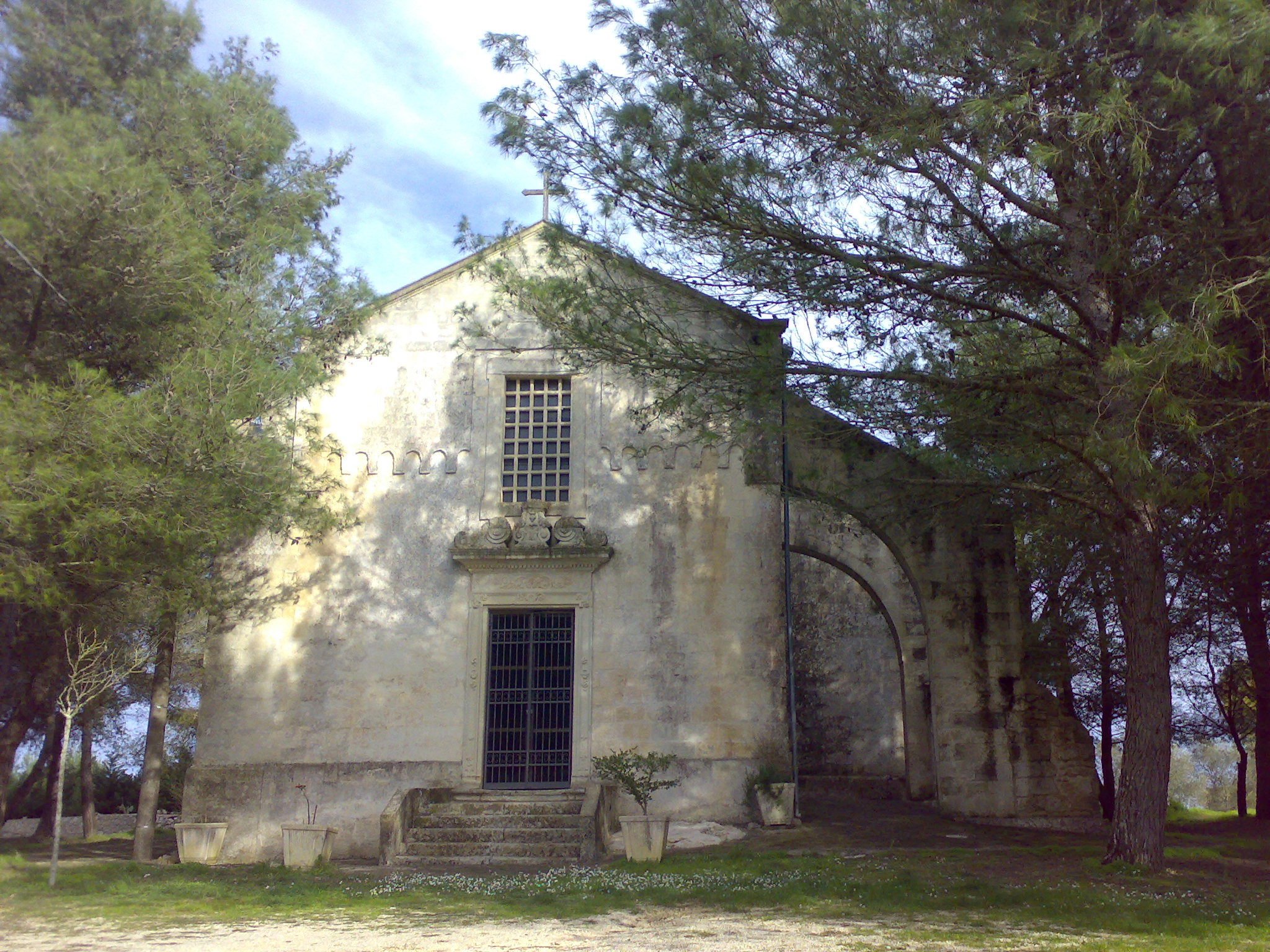
Chiesa di Santa Croce

#### Chiesa di Santa Croce
La chiesa di Santa Croce, situata a circa 1 km dal centro abitato nelle campagne in direzione di Uggiano la Chiesa, risale al XIII secolo con rifacimenti successivi. Si presenta con una facciata cuspidata impreziosita da archetti pensili; il portale e il finestrone, molto probabilmente, furono ristrutturati in epoca barocca. Sul perimetro laterale destro sono appoggiati due grandi arcate con funzione statica.
L'interno, a croce latina, custodisce numerosi affreschi databili al XIV secolo ed eleganti altari barocchi tra cui si distingue il maggiore che conserva un'immagine affrescata della Madonna col Bambino.
In passato, nell'area circostante, si svolgeva, la prima domenica di maggio, la fiera di Santa Croce.

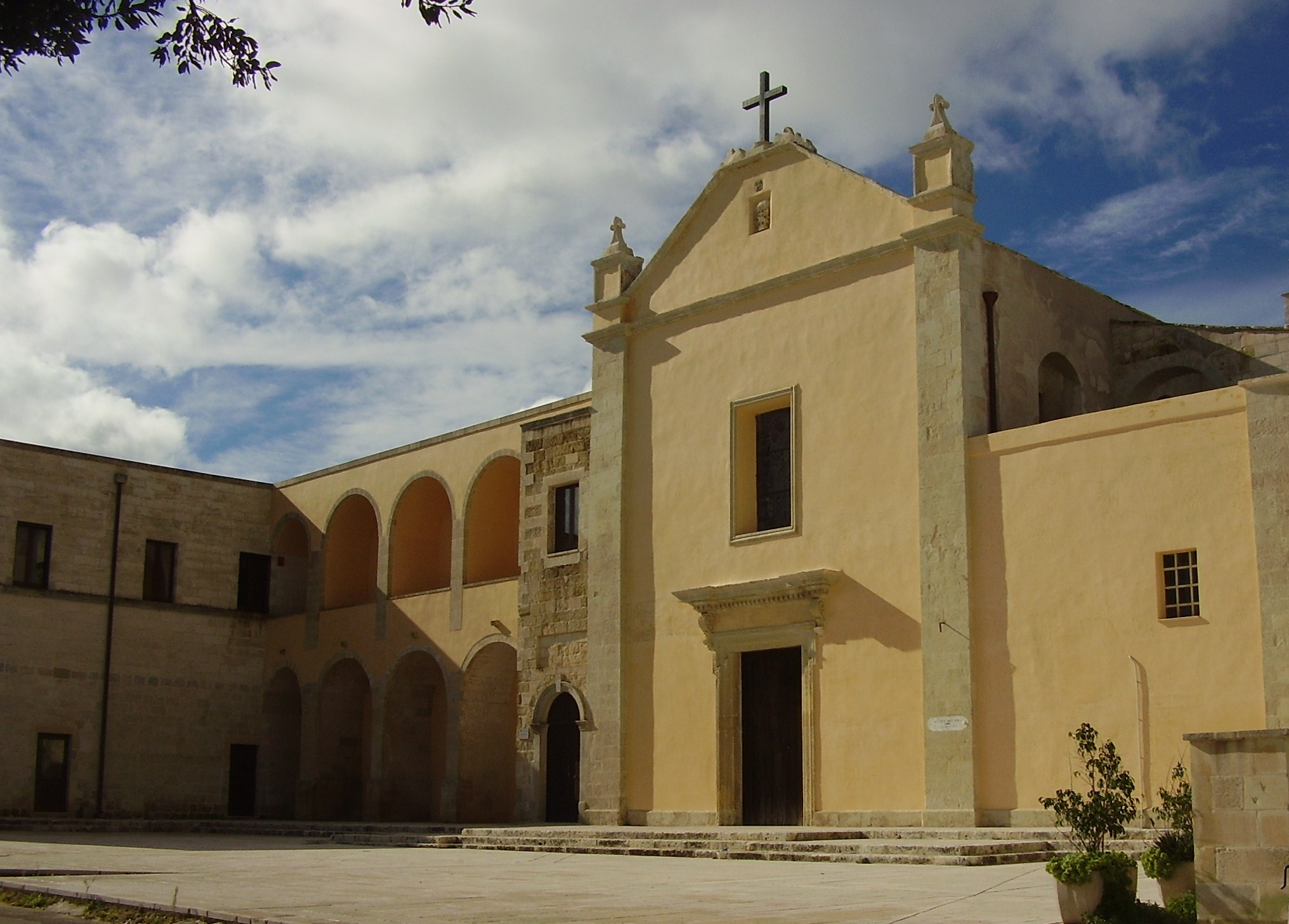
Chiesa di Sant'Antonio e convento

#### Chiesa di Sant'Antonio e Convento dei Padri Riformati
Chiesa e convento di Sant'Antonio da Padova furono edificati dai Padri Riformati nel XVII secolo. I documenti storici narrano che l'Universitas di Minervino deliberò di chiamare i Religiosi della Serafica Riforma Pugliese (Francescani nel Salento) per far loro costruire un Monastero. A disponibilità acquisita, fu chiesta ed ottenuta dall'Arcivescovo di Otranto, Diego Lopez De Andrada degli Eremitani di Sant'Agostino, l'autorizzazione a costruire il Convento dei Padri Riformati, dedicato a Sant'Antonio da Padova. L'opera ebbe inizio il 13 giugno 1624 e terminò nell'anno 1628.
L'attigua chiesa presenta una semplice facciata in contrasto con l'eleganza degli ambienti interni. A due navate, ospita un pregevole altare maggiore sul quale è posizionato un dipinto del Catalano e un organo del 1733, opera di Carlo Sanarica. La chiesa custodisce inoltre una statua di Sant'Antonio, donata a Minervino dall'arcivescovo De Andrada pochi giorni prima della sua morte avvenuta il 22 agosto 1628.

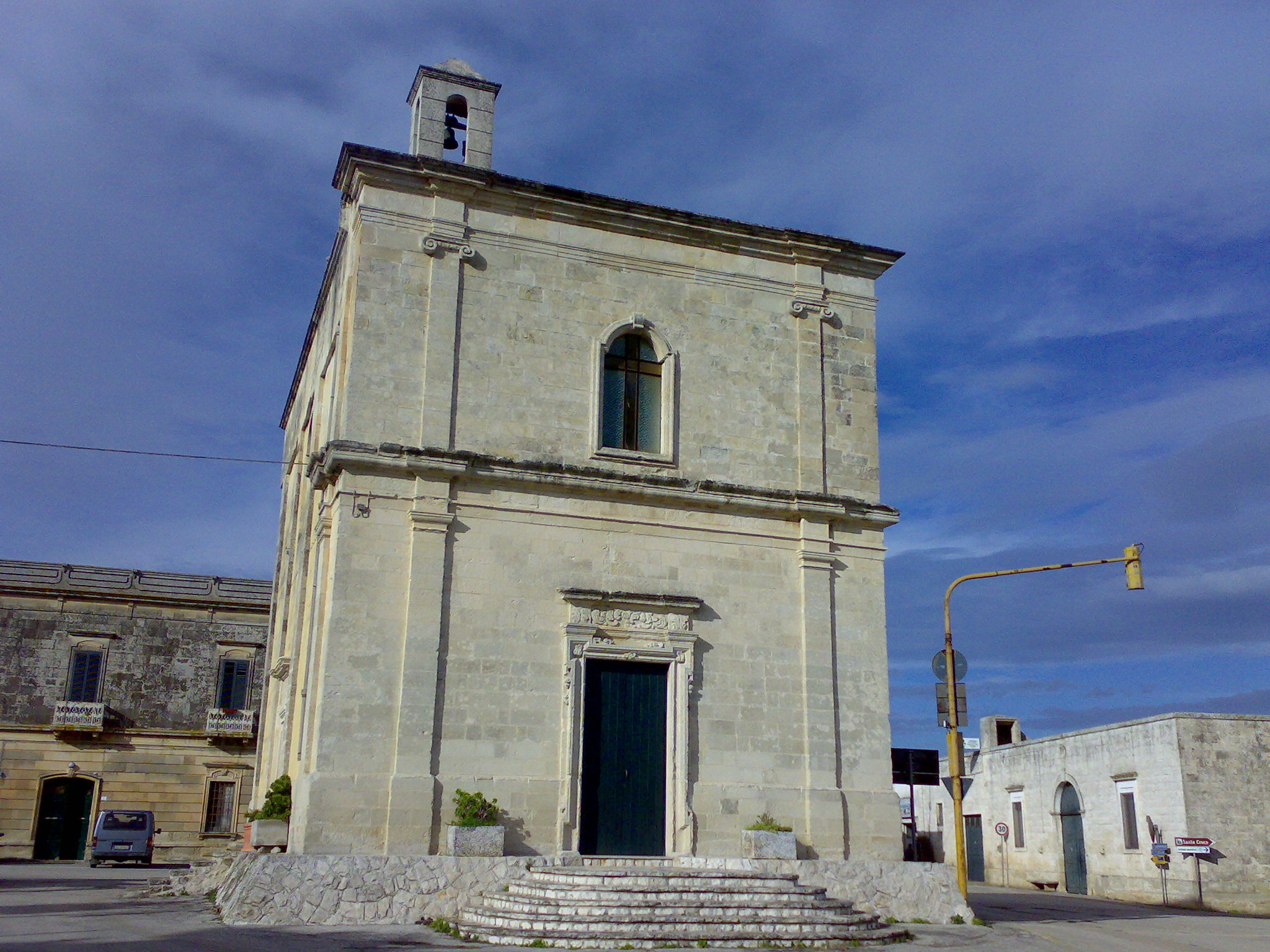
Chiesa di San Pietro

#### Chiesa di San Pietro
La chiesa di San Pietro risale al XV secolo anche se presenta alcuni elementi decorativi barocchi frutto di interventi seicenteschi. Il semplice prospetto è costituito da un piccolo portale e da una finestra inquadrati da due alte lesene terminanti con capitelli ionici. Particolarità della chiesa è l'epigrafe posta sull'architrave del portale laterale che recita: "Comu lu lione et lo re della nimali cu si Menerbino et lo re de li casali. A.D.M.CCCCLXXIII", tradotta in italiano: "Come il leone è il re degli animali così Minervino è il re dei casali.
A.D.M.CCCCLXXIII".

## Società

### Evoluzione demografica
Abitanti censiti

### Etnie e minoranze straniere
Al 31 dicembre 2017 a Minervino di Lecce risultano residenti 54 cittadini stranieri. Le nazionalità principali sono:

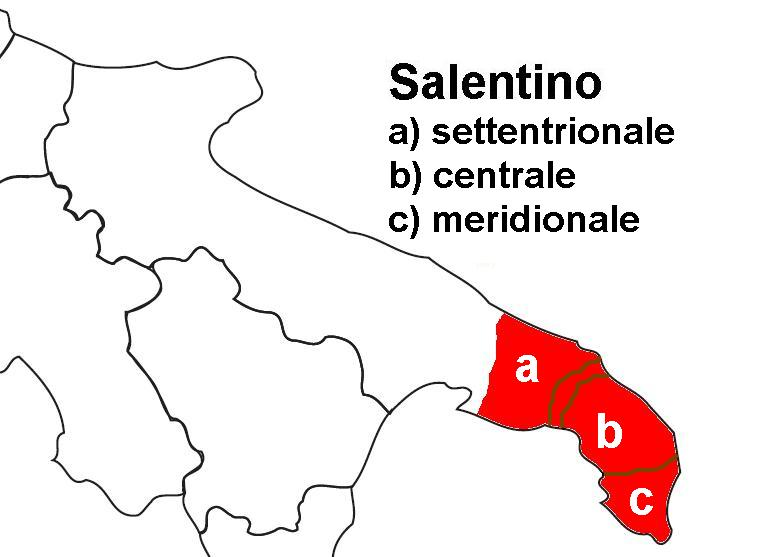
Diffusione del dialetto salentino

- Romania - 28

### Lingue e dialetti
Il dialetto parlato a Minervino di Lecce è il dialetto salentino nella sua variante meridionale. Il dialetto salentino, appartenente alla famiglia delle lingue romanze e classificato nel gruppo meridionale estremo, si presenta carico di influenze riconducibili alle dominazioni e ai popoli stabilitisi in questi territori nei secoli: messapi, greci, romani, bizantini, longobardi, normanni, albanesi, francesi, spagnoli.

### Tradizione e folclore

#### Tavole di San Giuseppe
Le Tavole di San Giuseppe si allestiscono in occasione della festa di San Giuseppe. Le famiglie devote approntano delle grandi tavole imbandite con grossi pani circolari a forma di ciambella, raffiguranti alcuni simboli (il giglio, il rosario, etc.) che rappresentano i "santi" che fanno parte della tavola. Il numero dei "santi" è sempre dispari e va da un minimo di tre (la Madonna, San Giuseppe e Gesù bambino) ad un massimo di tredici e vengono interpretati da persone care alla famiglia che allestisce. Le tavole vengono aperte al pubblico già nella serata del 18 marzo e ai visitatori vengono offerte le tradizionali "pucce" benedette. A mezzogiorno del 19 marzo avviene la consumazione delle pietanze. Il devoto che ha allestito la tavola bacia per primo i grossi pani, che dovranno essere poi baciati dal "San Giuseppe" prima di essere consegnati ai "Santi". Anche le altre pietanze sono servite prima a colui che interpreta San Giuseppe e poi agli altri "santi". Per tradizione la "Madonna" deve essere interpretata da una ragazza nubile.
Queste tavole vengono realizzate esclusivamente a Minervino di Lecce e nei paesi vicini di Uggiano la Chiesa, Casamassella, Cocumola, Giurdignano e Giuggianello. L'usanza è praticata, seppure con alcune differenze, anche nei comuni tarantini di Lizzano e San Marzano di San Giuseppe.

## Cultura

### Istruzione

#### Scuole
Nel comune di Minervino di Lecce hanno sede una scuola dell'infanzia, una scuola primaria e una scuola secondaria di I grado appartenenti al locale Istituto Comprensivo Statale.

### Eventi
- Tavola di San Giuseppe - 19 marzo
- Fiera di Santa Croce - prima domenica di maggio
- Fiera delle Messi - prima domenica di luglio
- Massa d'estate - 5 e 6 agosto
- Festa patronale di Sant'Antonio - 11, 12 e 13 agosto
- La Pamparrina Minervinese - 13 dicembre
- Presepe Vivente - 25 e 26 dicembre, 1, 2 e 6 gennaio

## Geografia antropica

### Frazioni
Il comune di Minervino di Lecce, che si estende per circa 17 km², comprende anche le frazioni di Cocumola e di Specchia Gallone le quali distano da Minervino rispettivamente 3 km e 0,5 km.

#### Cocumola

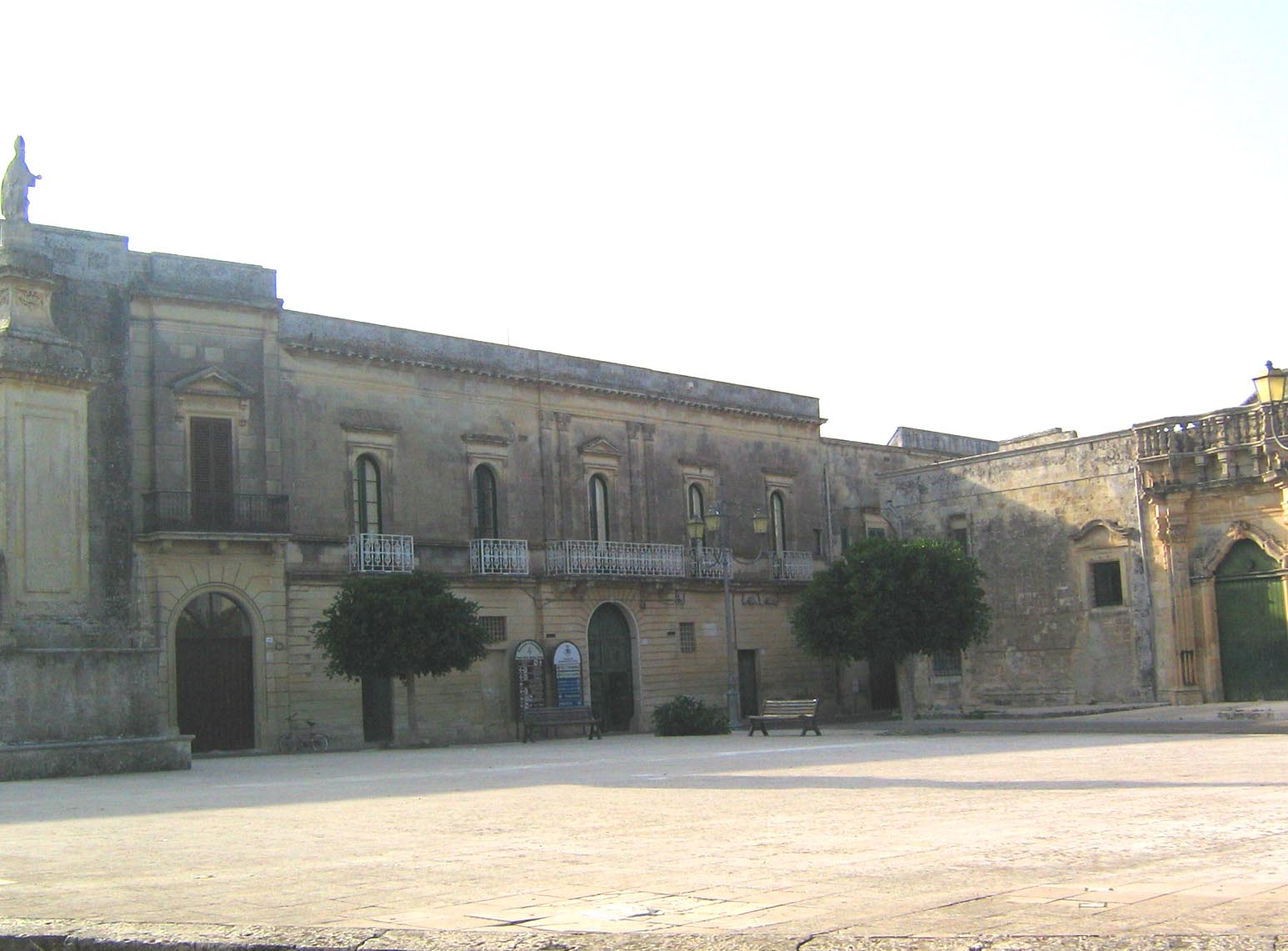
Cocumola-Piazza San Nicola.

Cocumola è un centro abitato di 1 036 abitanti fondato molto probabilmente dai Messapi della vicina città di Vaste. La presenza di numerose fogge sparse nel centro storico del paese, risalenti a tale periodo, confermerebbe questa tesi. Il toponimo potrebbe trarre origine dalla parola latina "cumulus" che significa cumulo, ossia raccolta. È più probabile che derivi però da "cucuma" col significato di piccolo vaso; ad avvalorare questa tesi è l'ipotesi che nel paese ci fossero botteghe dedite alla lavorazione della terracotta.
La frazione custodisce due menhir, la Chiesa matrice dedicata al protettore San Nicola, la colonna votiva di San Nicola del 1872 e diversi palazzi signorili. Il più importante è il palazzo baronale Pasca, dimora seicentesca sorta intorno ad una torre quadrangolare di fine Quattrocento.
Cocumola è un'importante meta per il turismo gastronomico salentino. La vicinanza con il mare (solo 3 km) ha favorito infatti l'insediamento di numerose strutture ricettive e alberghiere. Per tale motivo e per la secolare tradizione culinaria è stato denominato Paese della Buona Cucina.

#### Specchia Gallone
Specchia Gallone è il centro abitato più piccolo del comune, 520 abitanti. Il nome deriva dalla parola latina "spècola" che significa vedetta, mentre l'appellativo "Gallone" venne aggiunto successivamente e si riferisce al feudatario Giovan Battista Gallone che governò il centro dal 1618. Il paese in passato pare sia stato un luogo dove gli abitanti di Otranto avevano costruito una fortezza con funzioni difensive. Oggi è ancora visibile una torre di osservazione alta 3.75 metri. I monumenti più significativi sono la Chiesa Madre di San Biagio, la cappella di Sant'Anna e il palazzo baronale dei "Gallone".

## Infrastrutture e trasporti

### Strade
I collegamenti stradali principali sono rappresentati da:
- Strada statale 16 Adriatica Lecce-Maglie-Otranto

Il centro è anche raggiungibile dalle strade provinciali interne: SP56 Poggiardo-Specchia Gallone-Minervino di Lecce-Uggiano la Chiesa, SP59 Minervino di Lecce-Palmariggi, SP60 Minervino di Lecce-Cocumola, SP62 Minervino di Lecce-Giuggianello-Sanarica, SP155 Minervino di Lecce-Giurdignano.

### Ferrovie
La stazione ferroviaria di riferimento è quella di Poggiardo posta sulla linea Maglie-Gagliano del Capo delle Ferrovie del Sud Est.

## Amministrazione
Di seguito è presentata una tabella relativa alle amministrazioni che si sono succedute in questo comune.
| Periodo        | Periodo        | Primo cittadino          | Partito                               | Carica  | Note   |
| -------------- | -------------- | ------------------------ | ------------------------------------- | ------- | ------ |
| 4 luglio 1985  | 15 giugno 1990 | Luigi Caroppo            | Democrazia Cristiana                  | Sindaco | [ 13 ] |
| 15 giugno 1990 | 24 aprile 1995 | Antonio Monteduro        | lista civica                          | Sindaco | [ 13 ] |
| 24 aprile 1995 | 14 giugno 1999 | Antonio Maria Monteduro  | lista civica                          | Sindaco | [ 13 ] |
| 14 giugno 1999 | 14 giugno 2004 | Antonio Maria Monteduro  | lista civica La coccinella            | Sindaco | [ 13 ] |
| 15 giugno 2004 | 8 giugno 2009  | Ettore Salvatore Caroppo | lista civica Le tre stelle            | Sindaco | [ 13 ] |
| 8 giugno 2009  | 26 maggio 2014 | Ettore Salvatore Caroppo | lista civica Il sole di Minerva       | Sindaco | [ 13 ] |
| 26 maggio 2014 | 26 Maggio 2019 | Fausto De Giuseppe       | lista civica La svolta                | Sindaco | [ 13 ] |
| 26 Maggio 2019 | 10 Giugno 2024 | Ettore Salvatore Caroppo | lista civica L'alveare                | Sindaco | [ 13 ] |
| 10 Giugno 2024 | in carica      | Antonio Marte            | lista civica NOI costruiamo il futuro | Sindaco | [ 13 ] |

### Gemellaggi
- Popovo, dal 2013[14]
- Negotino, dal 2011
- Kărdžali, dal 2008
- Vela Luka, dal 2008

## Sport

### Calcio
Il Comune è rappresentato dalla Associazione Sportiva Dilettantistica Minervino, che porta avanti una tradizione calcistica nata negli anni Sessanta. Nella stagione 2016/2017 il club biancazzurro milita nel Girone C del Campionato di Prima Categoria pugliese (dopo aver sfiorato per tre anni consecutivi il salto in Promozione), per poi cessare la propria attività nell'estate successiva. A rappresentare il paese c'è ora il Fantasy FC Minervino, club militante nel Campionato ASC Girone Centro Salento.

### Pallavolo
La Futura Volley Minervino, principale espressione pallavolistica femminile dell'entroterra idruntino, dopo aver disputato diversi campionati di Serie D nella prima metà degli anni 2000, al termine della stagione 2014/2015 raggiunge la storica prima promozione in Serie C. Nella stessa stagione, il club minervinese sfiora la vittoria della Coppa Puglia, mancata solo nella finalissima di Bitetto. Il 17 ottobre 2015 il Minervino ha fatto il suo esordio nel nuovo campionato di Serie C pugliese Girone B. Nella stagione 2016/2017 il club dà il via ad un nuovo ciclo, puntando sui prodotti del proprio florido settore giovanile e prendendo parte al campionato di Prima Divisione. Nelle stagioni successive la Futura resta attiva a livello di giovanili.

### Bocce
Sport molto diffuso sul territorio comunale che vede Minervino rappresentata a livello regionale dalla Nuova Bocciofila Specchiese.